# Moumi Ngamaleu
Moumi Nicolas Brice Ngamaleu (né le 9 juillet 1994 à Yaoundé au Cameroun) est un footballeur international camerounais qui évolue au poste de milieu de terrain au Dynamo Moscou.

## Biographie

### Carrière en club

#### Débuts au Cameroun (2011-2016)
Il commence sa carrière au Canon Yaoundé où il restera 2 ans. Puis, il participe à la Ligue des champions d'Afrique avec le club du Coton Sport Garoua.

#### BSC Young Boys (2017-2022)
Il signe en 2017 au BSC Young Boys où il paraphe un contrat de 4 ans.
Avec les Young Boys, il devient populaire pour avoir marqué le but égalisateur contre Manchester United qui avait ouvert le score par Cristiano Ronaldo.
Il remporte à 4 reprise le Championnat Suisse (dit aussi Super League): en 2017-2018, 2018-2019, 2019-2020, 2020-2021 et 1 fois la Coupe de Suisse : en 2019-2020.
Le 8 septembre 2022, il annonce qu'il quitte le BSC Young Boys.

#### Dynamo Moscou (depuis 2022)
Il rejoint le Championnat russe. Il arrive au Dynamo Moscou, il a signé un contrat de 2 ans soit jusqu'en juin 2024.

### Carrière en sélection
Il reçoit sa première sélection en équipe du Cameroun le 23 décembre 2015, en amical contre le Niger. Il inscrit son premier but le 6 janvier 2016, en amical contre le Rwanda.
En janvier 2016, il participe au championnat d'Afrique des nations qui se déroule au Rwanda. Il joue quatre matchs lors de ce tournoi, inscrivant un but contre la République démocratique du Congo. Le Cameroun est battu en quart de finale par la Côte d'Ivoire.
Il dispute ensuite la Coupe des confédérations 2017 organisée en Russie. Il joue deux matchs lors de tournoi, contre le Chili et l'Allemagne, pour deux défaites.
Le 10 novembre 2022, il est sélectionné par Rigobert Song pour participer à la Coupe du monde 2022.

## Palmarès
Coton Sport Garoua
- Championnat du Cameroun (3) :
  - Champion : 2013, 2014 et 2015.
- Coupe du Cameroun (1) :
  - Vainqueur : 2014.

 BSC Young Boys
- Championnat de Suisse (4) :
  - Champion : 2017-2018, 2018-2019, 2019-2020, 2020-2021.
- Coupe de Suisse (1):
  - Vainqueur : 2019-2020.